# Adelosebastes latens
Adelosebastes latens är en fiskart som beskrevs av Eschmeyer, Abe och Nakano, 1979. Adelosebastes latens ingår i släktet Adelosebastes och familjen kungsfiskar. Inga underarter finns listade i Catalogue of Life.